# Disney's Beauty and the Beast Magical Ballroom
Disney's Beauty and the Beast Magical Ballroom es un videojuego desarrollado por Creative Capers Entertainment y publicado en 2000 para PC. Está basado en la franquicia La bella y la bestia de Disney. 

## Jugabilidad y trama
Bella está organizando una fiesta para la Bestia, esperando que todo salga bien a través de una serie de minijuegos para niños, como preparar y servir la mesa, confeccionar tarjetas de invitación, o jugar a Guess Who? en un librero.

## Recepción
SuperKids dijo que el juego "ofrece el mismo tema encantador y los personajes entrañables que amamos" en la película que sirvió de inspiración para el juego, elogiando su "creatividad y actividades de resolución de problemas" como "bien planificada y agradable", al tiempo que critica su dificultad y falta de una historia desarrollada. Strange Little Games dijo que era adecuado para niños y fanáticos de la franquicia.